# Rebecca Stephens
Rebecca Stephens var den første britiske kvinde der besteg Mount Everest. Hun har siden udgivet en bog om sine bedrifter.